# Basenji
El basenji és una raça de gos que forma part d'un antic llinatge caní d'origen africà. Aquest gos de l'Àfrica central és d'origen molt antic i els seus avantpassats estan representats en pintures rupestres que daten de 5.000 anys. En els anys trenta del segle xx, alguns exploradors anglesos els van introduir a Europa per la seva capacitat per a rastrejar pistes. Han estat els seleccionadors anglesos els quals l'han perfilat i li han donat la seva actual personalitat.

## Història
Originaris del continent d'Àfrica, els europeus van descriure per primera vegada el tipus de gos del qual deriva la raça basenji l'any 1895, al Congo. Aquests gossos locals, que els europeus van identificar com una raça diferent, van ser anomenats basenji i eren apreciats pels locals per la seva intel·ligència, coratge, velocitat i silenci. Existeixen evidències que van ser utilitzats com a gossos de caça a l'antic Egipte.
Es van fer diversos intents per portar la raça a Anglaterra, però les primeres importacions van sucumbir a la malaltia. El 1923, per exemple, lady Helen Nutting va portar sis basenjis amb ella des del Sudan, però tots sis van morir a causa dels trets que van rebre durant la quarantena. No va ser fins a la dècada de 1930 que l'estoc de la fundació es va establir amb èxit a Anglaterra, i després als Estats Units per l'importador d'animals Henry Trefflich. És probable que gairebé tots els basenjis del món occidental descendeixen d'aquestes poques importacions originals. La raça va ser acceptada oficialment a l'AKC (American Kennel Club)el 1943. El 1990, el llibre genealògic de l'AKC va ser reobert a 14 noves importacions a petició del Basenji Club of America. El llibre genealògic es va tornar a obrir per a gossos importats seleccionats des de l'1 de gener de 2009 fins al 31 de desembre de 2013. Una expedició dirigida pels Estats Units va recollir bestiar reproductor a pobles de la zona de Basankusu a la República Democràtica del Congo, el 2010. Els basenjis també estan registrats al United Kennel Club. La popularitat del basenji als Estats Units, segons l'American Kennel Club, ha disminuït durant l'última dècada, amb la raça en el lloc 71 el 1999, disminuint al 84 el 2006 i al 93 el 2011.

## Descripció
Els exemplars d'aquesta raça han de tenir un esquelet fi, ser vivaços i moure's amb una gambada llarga i oscil·lant. El crani és moderadament ample i s'estreny a l'altura dels ulls arrodonits. Les orelles, fines i puntegudes, són dutes alçades, cap avant. El cos és curt, amb costelles sortints i potes llargues. La cua, inserida alta, forma un o dos anells. El pelatge és curt i sedós, de colors lleonats i blanc, castany i blanc, o negre i blanc. Les gosses solen estan en zel una vegada a l'any.
- Color: Lleonat, sorra, negre i gris.
- Pelatge: Pèl curt i sedós, amb la pell més aviat solta.
- Alçada: Mascles de 42,5 cm. Femelles de 40 cm.
- Pes: Al voltant de 10 kg.

## Cures
No els calen cures especials, però l'educació ha de ser molt atenta i cal satisfer la seva necessitat d'exercici.

## Temperament
El basenji és netíssim i no taca mai a casa. Per altra banda, no borda mai, sinó que expressa els seus estats d'ànim mitjançant grunyits modulats i gemecs sords i secs. Aprèn ràpidament i és afectuós i juganer molt pacient amb els nens. Per tot el que s'ha dit es comprèn que sigui molt apreciat com a gos de companyia.

## Entrenament
És un gos una mica obstinat i amb escassa inclinació a l'obediència, que necessita un tractament comprensiu i afectuós. Necessita llibertat de moviments i molt exercici.

## Utilitat
Aquest gos posseeix un excel·lent olfacte i era utilitzat originàriament per a destruir rates i altres feristeles en les proximitats dels poblats i per a rastrejar i aixecar la caça. Els nadius ho aprecien encara avui com a gos de mostra i cobrament. És molt eficaç en la caça d'antílops. Actualment és molt apreciat com a gos de companyia.